# یواس‌اس وار هاوک (ای‌پی-۱۶۸)
یواس‌اس وار هاوک (ای‌پی-۱۶۸) (به انگلیسی: USS War Hawk (AP-168)) یک کشتی بود که طول آن ۴۵۹ فوت ۲ اینچ (۱۳۹٫۹۵ متر) بود. این کشتی در سال ۱۹۴۳ ساخته شد.